# 凱姆峰
70°44′S 159°52′E / 70.733°S 159.867°E
凱姆峰（英語：Keim Peak）是南極洲的山峰，位於奧次地，屬於烏薩爾普山脈的一部分，海拔高度2,045米，美國地質調查局根據測量和該國海軍的空中照片繪入地圖，現時由南極條約體系管理。